# Шапошников Федір Іванович
Федір Іванович Шапошников (6 жовтня 1926, Новотроїцьке — 2016) — український радянський мистецтвознавець і педагог, кандидат мистецтвознавства з 1965 року; член Спілки радянських художників України з 1967 року. Чоловік письменниці Софії Шапошникової.

## Біографія
Народився 6 жовтня 1926 року в селі Новотроїцькому (нині Петропавловський район Воронезької області, Російська Федерація). Протягом 1942—1946 років служив у Червоній армії. Брав участь у німецько-радянській війні, мав військове звання червоноармійця. Воював у складі частин Воронезького, Степового, 2-го Українського фронтів. Нагороджений орденом Слави ІІІ ступеня (24 вересня 1966), орденом Вітчизняної війни І ступеня (6 квітня 1985), вісьмома медалями.
У 1951 році закінчив Краснодарське художньо-педагогічне училище; у 1959 році — Ленінградський інститут живопису, скульптури та архітектури; у 1963 році — аспірантуру Московського державного університету. Був учнем Й. Бродського, Івана Маца. Член КПРС.
Упродовж 1953—1960 років працював в Одеському музеї західного та східного мистецтва, де у 1956—1960 роках виконував обов'язки заступника директора музею. Згодом викладав у Кишинівському державному університеті. З 1967 року працював в Одеському держаному педагогічному інституті імені Костянтина Ушинського, де обіймав посади доцента кафедри історії КПРС і філософії, завідувача кафедри історії і методики образотворчого мистецтва, декана художньо-графічного факультету. Мешкав в Одесі в будинку на вулиці Горького, № 8, квартира № 26.
Протягом 1972—1975 років — доцент кафедри історії та теорії архітектури Кишинівського політехнічного інституту; у 1975—1981 роках — завідувач кафедри історії мистецтв Кишинівського державного інституту мистецтв.
1992 року разом з дружиною виїхав до Ізраїлю у місто Беер-Шева. Помер у 2016 році.

## Наукова діяльність
Працював у галузі мистецтвознавства. Серед робіт:
- каталог виставки Миколи Шелюта (1956);
- книга «Михайло Божій» (Київ, 1963)[8];
- книга «Историко-революционная живопись Молдавии» (Кишинів, 1981)[1];

статті в журналі «Искусство»
- «Агітаційна графіка ЮгРОСТА» (1959, № 1);
- «Оригінальність творчості» (1960, № 6);
- «Втілюючи правду життя» (1962, № 1);
- «Новий тип художника» (1963, № 6).